# Charlestown of Aberlour
Pour les articles homonymes, voir Aberlour.

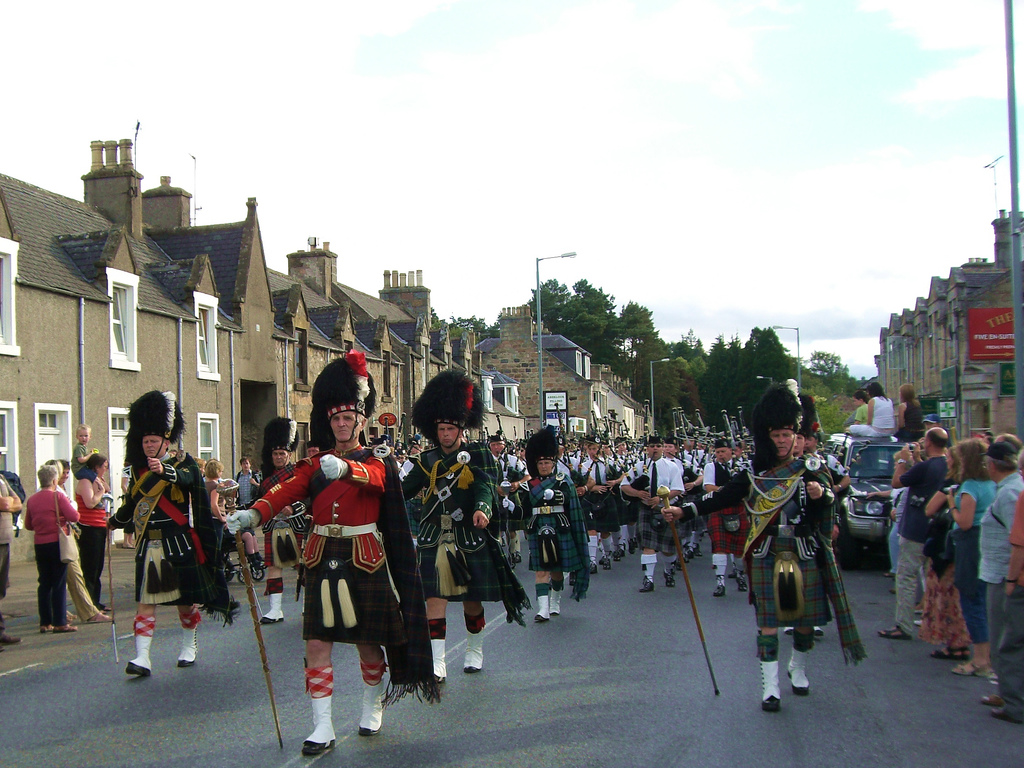
Aberlour parade in 2006

Aberlour (gaélique écossais : Obar Lobhair), est le nom d'un lieu de Moray en Écosse, 19 km au sud d'Elgin, sur la route vers Grantown. Un cours d'eau affluent du Spey, et la paroisse environnante, sont tous deux nommés Aberlour, mais le nom est généralement utilisé pour désigner le village qui enjambe le Spey, bien que le nom du village soit Charlestown of Aberlour.

## Histoire
La biscuiterie Walker's Shortbread est fondée dans ce village en 1898 par Joseph Walker alors boulanger. Elle compte plus de 1200 employés en 2022.
La distillerie de whisky Aberlour est aussi basé dans ce village.